# Échevronne
Échevronne é uma comuna francesa na região administrativa da Borgonha-Franco-Condado, no departamento [[Côte-d'Or]]. Estende-se por uma área de 8,85 km². Em 2010 a comuna tinha 306 habitantes (densidade: 34,6 hab./km²).